# Ассоциация женщин-надомниц Бангладеш
Ассоциация женщин-надомниц Бангладеш (англ. Bangladesh Homeworkers Women Association, BHWA) — неправительственная женская организация.
Ассоциация учреждена в 1986 году в Бангладеш и представляет интересы трудящихся женщин.

## История
Ассоциация была основана в 1986 году. Её основательницей и первым генеральным секретарем стала Дилрубой Ангури (Dilruba Anguri). В 1999 году ассоциация насчитывала более 14 000 членов в 5 округах Бангладеш. В 2003 году Министерство труда и занятости Бангладеш зарегистрировало ассоциацию в качестве профсоюза, что сделало её первой неправительственной организацией в стране, представляющей работников неформального сектора и получившей статус профсоюза от правительства Бангладеш. Это позволило надомницам добиваться основных прав трудящихся с помощью этой платформы. Штаб-квартира ассоциации располагается в Дакке, Бангладеш.

## Деятельность
Задачи ассоциации — искоренение детского труда, права женщин-работниц в неформальном секторе, гигиена и безопасность труда для женщин-работниц, которые не подпадают под действие Трудового кодекса Бангладеш. Ассоциация известна своей работой с малообеспеченными надомными работницами путем программ социальной осведомленности, просветительских семинаров, разработки политических проектов и рекомендаций.

## Ключевые национальные партнеры
- Бюро по делам неправительственных организаций
- Ассоциация производителей и экспортеров одежды Бангладеш (BGMEA)
- Министерство труда и занятости Бангладеш
- Bangladesh Bank
- Федерация торгово-промышленных палат Бангладеш[14]

## Ключевые международные партнеры
- Международная организация труда
- ЮНИСЕФ
- International Textile, Garment and Leather Workers' Federation
- Женский фонд развития ООН[15]